# Cannas (cognome)
Cannas è un cognome di lingua italiana.

## Varianti
Canella, Canelli, Canna, Canne, Cannella, Canneta, Canneti, Canneto, Cannetta, Cannetti, Cannetto, Cannizzaro, Cannizzo, Delle Canne.

## Origine e diffusione
Cognome tipicamente meridionale, è presente prevalentemente in Sardegna.
Potrebbe derivare dal termine canna; se inteso come canna da zucchero è affine al cognome Caramella; è inoltre possibile la derivazione da alcuni toponimi. È inoltre affine al cognome Cuffaro; potrebbe essere incrociabile coi cognomi Canavese, Canepa e Cannata.
Le varianti Cannizzaro e Cannizzo sono calabresi e siciliane.

## Persone
- Aquilino Cannas (1914-2005) – poeta italiano
- Faustino Cannas (1802-1888) – politico italiano e deputato del Regno di Sardegna
- Francesco Cannas (1847-1909) – magistrato italiano